# Masin (distrito)
Masin é um distrito peruano localizado na Província de Huari, departamento Ancash. Sua capital é a cidade de Masin.

## Transporte
O distrito de Rahuapampa é servido pela seguinte rodovia:
- AN-108, que liga a cidade ao distrito de Mirgas
- PE-14A, que liga o distrito de Huaraz à cidade de Rupa-Rupa (Região de Huánuco) [2][3][4]